# بيتر الثاني من تراني
بيتر الثاني (بالإيطالية: Pietrone)‏ (توفي 1081) كان ثالث كونت نورماني إيطالي على تراني. كان أصغر ثلاثة أبناء لبيتر الأول وإخوته الأكبر كانوا أميكو وجيفري.